# 若き日のリンカン
『若き日のリンカン』（わかきひのリンカン、Young Mr. Lincoln）は、1938年のアメリカ合衆国の伝記映画。監督はジョン・フォード、出演はヘンリー・フォンダとアリス・ブラディなど。第16代アメリカ合衆国大統領エイブラハム・リンカーンの若き日を描いている。
第12回アカデミー賞において脚本のラマー・トロッティが原案賞にノミネートされた。
日本でのリバイバル上映の際には邦題が『若き日のリンカーン』に改められた。

## ストーリー
エイブラハム・リンカーンは、恋人アンの死をきっかけにイリノイ州スプリングフィールドで弁護士になる。
アメリカ独立記念日の祭りの夜、副保安官スクラブがマットとアダムのクレイ兄弟とけんかの末、死んでしまう。暗闇の中、マットとアダムのどちらが殺したのかはっきりとしないまま、2人が互いをかばうように犯行を認めたことから、2人とも逮捕される。事件を目撃していた母アビゲイルは2人の息子のどちらか一方を選ぶことなどできないと証言を頑なに拒む。そんなアビゲイルに幼い時に亡くなった母の面影を重ねたリンカーンはクレイ兄弟の弁護を買って出る。
クレイ兄弟をリンチにかけて殺そうと激高している群衆を巧みな演説でなだめ、その場を収めたリンカーンであったが、クレイ兄弟を救う術を見い出せないまま、裁判を迎えることになる。圧倒的な不利の中、目撃証言を行った被害者の友人キャスの証言内容の矛盾を突き、リンカーンは真犯人がキャスであることを明らかにする。

## キャスト
- エイブラハム・リンカーン: ヘンリー・フォンダ
- アビゲイル・クレイ: アリス・ブラディ - 未亡人。2人の息子が殺人事件の容疑者となる。
- マット・クレイ: リチャード・クロムウェル - アビゲイルの長男。
- サラ・クレイ: アーリーン・ウィーラン（英語版） - マットの妻。マットとの間に乳飲み子がいる。
- アダム・クレイ: エディ・クィラン（英語版） - マットの弟。
- キャリー・スー: ドリス・ボウドン（英語版）[注 1] - アダムの恋人。
- メアリー・トッド: マージョリー・ウィーヴァー（英語版） - 良家の令嬢。後のリンカーンの妻。
- ジョン・フェルダー: ドナルド・ミーク（英語版） - イリノイ州検事。
- ハーバート・A・ベル: スペンサー・チャータース（英語版） - 判事。
- アン・ラトレッジ: ポーリーン・ムーア（英語版） - リンカーンの恋人。夭逝する。
- ジョン・パーマー・キャス: ワード・ボンド - 殺人事件の目撃証人。
- スクラブ・ホワイト: フレッド・コーラー・Jr - 副保安官。殺人事件の被害者。

## 史実との違い
実際にリンカーンが弁護士として被告を弁護した殺人事件を基にしているが基本的にはフィクションである。

## 余談
日本社会党委員長の土井たか子は、若い頃にこの映画に影響されて弁護士を目指していた。